# Cometes marcelae
Cometes marcelae là một loài bọ cánh cứng trong họ Cerambycidae.